# Sòfocles (poeta hel·lenístic)
Sòfocles (en llatí Sophocles, en grec antic Σοφοκλής) fou un poeta atenenc tràgic i líric que va viure més tard que els poetes de la plèiade tràgica, actius durant els segles IV i III aC.
Se li atribueixen quinze drames segons Suides, que és l'única font que el menciona, a banda de d'una anomenada inscripció d'Orcomen.